# Jan Büttner (Journalist)
Jan Büttner (* 1961 in Kiel) ist ein deutscher Journalist.

## Leben und Wirken
Büttner studierte Geschichte, Germanistik und Anglistik in Kiel und Freiburg im Breisgau. Daneben arbeitete er als Journalist für den Hörfunk der ARD. Nach einem Volontariat beim Süddeutschen Rundfunk (SDR) arbeitete er als Reporter, Redakteur und Moderator für Radiosendungen in den Redaktionen Aktuell und Politik. 1997 und 1999 erhielt er einen Ernst-Schneider-Preis in der Kategorie Hörfunk. In der Zeit von 1999 bis 2000, als der aus der Fusion von SDR und SWF hervorgegangene Südwestrundfunk (SWR) den Vorsitz der ARD innehatte, war Büttner stellvertretender Pressesprecher des Senderverbundes. 2001 berief ihn Peter Voß, der Intendant des SWR, zu seinem Büroleiter. 2004 übernahm er außerdem die Leitung der Hauptabteilung Intendanz/Kommunikation. Seit 2012 ist er Verwaltungsdirektor des SWR.